# Alopecosa striatipes
Alopecosa striatipes är en spindelart som först beskrevs av Carl Ludwig Koch 1839.  Alopecosa striatipes ingår i släktet Alopecosa och familjen vargspindlar. Inga underarter finns listade i Catalogue of Life.

## Bildgalleri

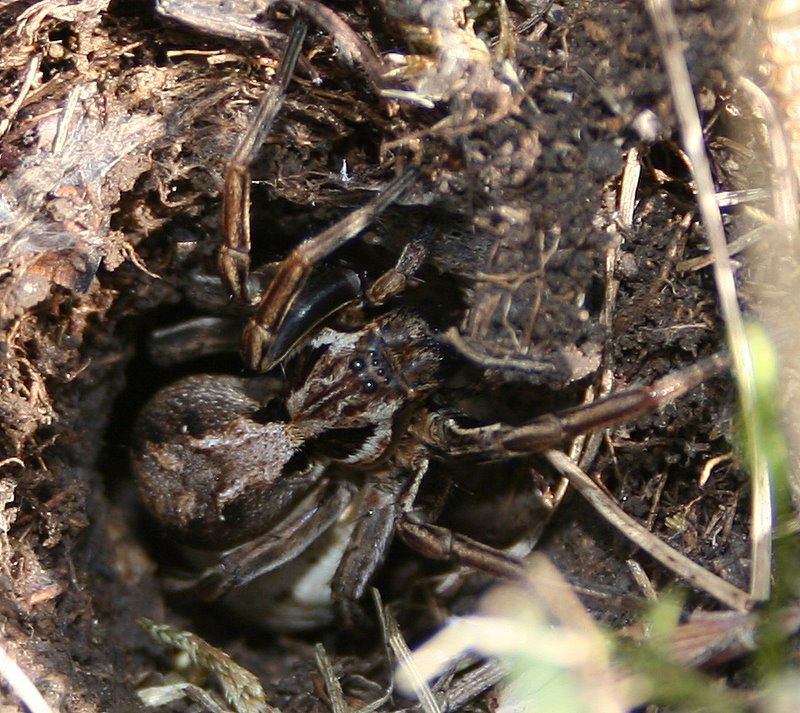